# Dianthus angolensis
Dianthus angolensis là loài thực vật có hoa thuộc họ Cẩm chướng. Loài này được Hiern ex F.N.Williams mô tả khoa học đầu tiên năm 1886.